# Nagaru Tanigawara
Nagaru Tanigawa (谷川 流, Tanigawa Nagaru), nascido em 1970, é um  autor Japonês da prefeitura de Hyougo, na região de Kinki no Japão. Se graduou na escola de advocacia na Universidade Kwansei Gakuin. Ele é mais conhecido por ser autor da light novel "A Melancolia de Haruhi Suzumiya", a qual possui adaptação para anime (foi feita uma temporada em 2006 que posteriormente foi reexibida com episódios adicionais em 2009) e um filme ("O Desaparecimento de Haruhi Suzumiya"), produzidos pela Kyoto Animation, além de séries spin-off ("A melancolia de Suzumiya Haruhi-chan" e "Nyoroon Churuya-san" - animes também produzidos pela KyoAni), mangás (tanto da série original quanto dos spin-offs) e diversos videojogos.

## Trabalhos
Série Suzumiya Haruhi
- Volume 1 - A Melancolia de Haruhi Suzumiya / 第一巻: 涼宮ハルヒの憂鬱 (ISBN 4-04-429201-9)
- Volume 2 - Os suspiros de Haruhi Suzumiya / 第二巻: 涼宮ハルヒの溜息 (ISBN 4-04-429202-7)
- Volume 3 - O Tédio de Haruhi Suzumiya  / 第三巻: 涼宮ハルヒの退屈 (ISBN 4-04-429203-5)
- Volume 4 - O Desaparecimento de Haruhi Suzumiya  / 第四巻: 涼宮ハルヒの消失 (ISBN 4-04-429204-3)
- Volume 5 - A Fúria de Haruhi Suzumiya  / 第五巻: 涼宮ハルヒの暴走 (ISBN 4-04-429205-1)
- Volume 6 - A Agitação de Haruhi Suzumiya  / 第六巻: 涼宮ハルヒの動揺 (ISBN 4-04-429206-X)
- Volume 7 - As Intrigas de Haruhi Suzumiya  / 第七巻: 涼宮ハルヒの陰謀 (ISBN 4-04-429207-8)
- Volume 8 - A Indignação de Haruhi Suzumiya / 第八巻: 涼宮ハルヒの憤慨 (ISBN 4-04-429208-6)
- Volume 9 - A Dissociação de Haruhi Suzumiya / 涼宮ハルヒの分裂 (ISBN 978-4-04-429209-6)
- Volume 10 - A Surpresa de Haruhi Suzumiya - Primeira Parte / 涼宮ハルヒの驚愕 (前) (ISBN 978-4-04-429211-9 (regular edition), ISBN 978-4-04-429210-2 (limited edition))
- Volume 11 - A Surpresa de Haruhi Suzumiya - Segunda Parte / 涼宮ハルヒの驚愕 (後) (ISBN 978-4-04-429212-6 (regular edition), ISBN 978-4-04-429210-2 (limited edition))

Série Let's Leave the School
- Volume 1 - 学校を出よう！ Escape from The School (ISBN 4-8402-2355-6)
- Volume 2 - 学校を出よう！(2) I-My-Me (ISBN 4-8402-2433-1)
- Volume 3 - 学校を出よう！(3) The Laughing Bootleg (ISBN 4-8402-2486-2)
- Volume 4 - 学校を出よう！(4) Final Destination (ISBN 4-8402-2632-6)
- Volume 5 - 学校を出よう！(5) NOT DEAD OR NOT ALIVE (ISBN 4-8402-2781-0)
- Volume 6 - 学校を出よう！(6) VAMPIRE SYNDROME (ISBN 4-8402-2828-0)

Dengeki Aegis 5
- Volume 1 - 電撃!! イージス５ (ISBN 4-8402-2852-3)
- Volume 2 - 電撃!! イージス５ Act.II (ISBN 4-8402-3173-7)

The Closed Universe
- The Despairing Ones / 絶望系 閉じられた世界 (ISBN 4-8402-3021-8)

O guardião de meu Mundo
- Volume 1 - ボクのセカイをまもるヒト (ISBN 4-8402-3206-7)
- Volume 2 - ボクのセカイをまもるヒト(2) (ISBN 4-8402-3444-2)